# USS Mugford (DD-105)
USS Mugford (DD-105) là một tàu khu trục thuộc lớp Wickes của Hải quân Hoa Kỳ trong giai đoạn Chiến tranh Thế giới thứ nhất. Nó là chiếc tàu chiến đầu tiên của Hải quân Hoa Kỳ được đặt tên theo.

## Thiết kế và chế tạo
Mugford được đặt lườn vào ngày 20 tháng 12 năm 1917 tại xưởng tàu của hãng Union Iron Works ở San Francisco, California Quincy, Massachusetts. Nó được hạ thủy vào ngày 14 tháng 4 năm 1918, được đỡ đầu bởi bà George H. Fort, và được đưa ra hoạt động vào ngày 25 tháng 11 năm 1918 dưới quyền chỉ huy của Hạm trưởng, Thiếu tá Hải quân John H. Everson.

## Lịch sử hoạt động
Mugford gia nhập hạm đội để tập trận mùa Đông ngoài khơi vịnh Guatanamo, Cuba vào tháng 1 năm 1919, rồi di chuyển lên phía Bắc để hoạt động dọc theo bờ biển giữa New York và Massachusetts cho đến ngày 21 tháng 11, khi nó rời Newport để đi San Diego, đến nơi vào ngày 22 tháng 12. Tại đây nó trở thành tàu tiếp liệu cho một đội thủy phi cơ; vào buổi bình minh của không lực hải quân, đã cùng với nhóm của nó thực tập dọc theo bờ biển California, viếng thăm vùng kênh đào Panama vào tháng 12 năm 1920 và tháng 1 năm 1921.
Mugford được cho xuất biên chế tại San Diego vào ngày 7 tháng 6 năm 1922. Nó bị bán cho hãng Schiavone-Bonomo Corporation tại thành phố New York để tháo dỡ vào năm 1936.